# Snakes in the Playground
Snakes in the Playground è il sesto album pubblicato dalla heavy/christian metal band Bride, nel 1992.

## Il disco
Disco molto influenzato da Guns N' Roses, Bon Jovi, country, blues, funky inizia con uno dei migliori pezzi del cd, "Rattlesnake", basato sul puro hard rock anni '80.
Passata questa canzone è il turno di "Would You die for me". I primissimi secondi sembrano rievocare il riff di Heartbreaker dei Led Zeppelin. La voce di Dale Thompson, è a metà strada tra quella di Axl Rose e Jon Bon Jovi. Dopo un breve vociferare inizia "Psychedelic super Jesus", hard rock condito con uno strato leggerissimo di rock-blues. Il cantante in un particolare attimo della canzone sembra rievocare la "performance hot" di Robert Plant in Whole lotta love ("Led Zeppelin II"). "Fallout" sembra riprendere il brano precedente anche se con un ritmo più accattivante. Finalmente siamo giunti al country-blues di "Saltriver shuffle" song di breve durata che si conclude con un richiamo a Rattlesnake. Probabilmente la successiva "Dust through a fan" è allo stesso livello di Rattle Snake.
Segue "I miss the rain" e a questo punto troviamo una ghost track di 21 secondi, strumentale, con finale quasi grunge che fa da apripista al brano successivo: "Don't use me", in perfetto stile Bon Jovi con il basso di Rick Foley in evidenza che scandisce il tempo. Seguono "Picture perfect", "Love Money" e "Some things never change": hard-rock misto a funky. Altra ghost track che apre le porte per la ballad "Goodbye" conclude il lavoro.

## Tracce
1. Rattle Snake
2. Would You Die For Me
3. Psychedelic Super Jesus
4. Fallout
5. Salt River Shuffle
6. Dust Through A Fan
7. I Miss The Rain
8. Don't Use Me
9. Picture Perfect
10. Love Money
11. Some Things Never Change
12. Goodbye

## Formazione
- Dale Thompson - voce
- Troy Thompson - chitarra
- Steve Osborne - chitarra
- Rick Foley - basso
- Jerry McBroom - batteria